# Cardiopatie congenite

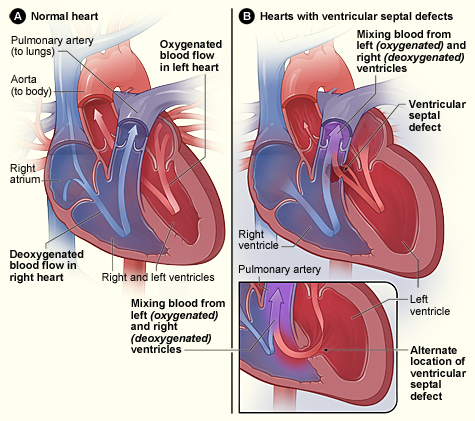

Le cardiopatie congenite rappresentano una delle malformazioni più frequenti alla nascita (8 casi ogni 1000 nati). Mentre alcune cardiopatie congenite sono caratterizzate da gravi difetti del cuore e possono richiedere un trattamento medico o chirurgico fin dalle prime ore di vita del bambino, la maggior parte si manifestano solo più tardivamente e, in circa il 30% dei casi, possono risolversi spontaneamente senza necessità di trattamento chirurgico; inoltre, alcune cardiopatie congenite caratterizzate da difetti del cuore semplici ed isolati possono essere risolte nel bambino mediante l'inserimento di appositi "device" inseriti nel cuore dal Cardiologo nel corso di un cateterismo cardiaco. Nell'ambito delle cardiopatie congenite che necessitano di trattamento chirurgico nel bambino, è sempre necessario scegliere il momento migliore in cui procedere alla correzione del difetto del cuore, in funzione sia del tipo di cardiopatia sia delle condizioni cliniche del bambino. Anche se oggi i risultati del trattamento chirurgico della maggior parte delle cardiopatie congenite nel bambino sono assai favorevoli, è tuttavia opportuno considerare sempre ogni singolo paziente come un caso specifico e adattare al singolo bambino le conoscenze e le possibilità terapeutiche oggi disponibili in un Centro di Eccellenza di Cardiologia e Cardiochirurgia Pediatrica.

## Cardiopatici congeniti adulti
Con la locuzione di cardiopatici congeniti adulti si indicano quei soggetti che nati con una cardiopatia congenita arrivano all'età adulta.
Questi pazienti costituiscono oggi un gruppo stimato in Italia di circa 75.000-100.000 soggetti con un ingresso in età adulta ogni anno di almeno 2000 pazienti.
I cardiopatici congeniti adulti hanno delle problematiche che li rendono peculiari rispetto ai cardiopatici acquisiti (ad es. i pazienti che abbiano avuto un infarto).
Le diverse problematiche sono correlate alla loro diagnosi iniziale di patologia, alla terapia fatta (medica o chirurgica) in età pediatrica, ai reliquati e difetti residui con le problematiche cliniche che ne derivano.
Per un corretto approccio alle problematiche di questi pazienti è necessario che essi vengano periodicamente valutati presso centri specialistici che abbiano tutte le strutture necessarie per una corretta valutazione e un corretto trattamento. I Cardiopatici Congeniti Adulti hanno inoltre delle peculiari problematiche di tipo psicosociale.